# Ingo Bergmann
Ingo Bergmann (* 28. November 1978 in Ulm) ist ein deutscher Politiker (SPD). Seit 2022 ist er Oberbürgermeister von Laupheim.

## Leben
Bergmann wuchs in Senden auf. 1998 legte er das Abitur ab und leistete anschließend Wehrdienst bei der Luftwaffe. Er studierte Politikwissenschaft, Neuere und Neueste Geschichte an der Universität Augsburg. 2006 schloss er das Studium mit dem Diplom ab. Nach seinem Studium war er zwei Jahre Leiter des Wahlkreisbüros der Bundestagsabgeordneten Hilde Mattheis (SPD). Von 2010 bis 2022 war er bei der Stadt Ulm tätig. Bis 2012 arbeitete er im Europabüro der Stadt, von 2012 bis 2019 war er Leiter der Öffentlichkeitsarbeit und Repräsentation der Stadt. Von 2019 bis 2022 war er schließlich für den Aufbau des Albert-Einstein-Museums in Ulm zuständig. Von 2012 bis 2015 absolvierte er berufsbegleitend ein Studium des Public Managements an der Hochschule für öffentliche Verwaltung und Finanzen Ludwigsburg, das er mit dem Master abschloss.
Bergmann ist verheiratet und hat zwei Kinder.

## Politik
Bergmann ist seit 2005 Mitglied der SPD. Er kandidierte bei der Oberbürgermeisterwahl in Laupheim im Dezember 2017, unterlag jedoch Gerold Rechle. Nachdem Rechle im Dezember 2021 verstorben war, wurde im April 2022 eine Neuwahl des Oberbürgermeisters angesetzt; Bergmann kandidierte erneut. Er setzte sich am 24. April 2022 mit 49,96 Prozent der Stimmen gegen Kevin Wiest (CDU), Bürgermeister von Oberstadion, der 49,87 Prozent der Stimmen erhielt, durch. Er trat das Amt am 15. August 2022 an. Bis Dezember 2022 amtierte er lediglich als Amtsverweser.